# Gribskovs kommun
Gribskovs kommun (danska: Gribskov Kommune) är en kommun på norra Själland i Region Hovedstaden. Kommunen har 40 409 invånare (2007) och ytan är 280 km². 
Centralorten, med kommunens rådhus, är Helsinge. Gilleleje är också en av de större orterna i kommunen. 
Gribskovs kommun bildades vid den danska kommunreformen 2007, genom en sammanslagning av Græsted-Gilleleje kommun och Helsinge kommun. Kommunen har tagit sitt namn efter Danmarks fjärde största skog, Gribskov, vars största del ligger i kommunen. Den nya kommunen liknar det historiska Holbo härad, dock fattas Nødebo socken, som sedan 1970 har legat i Hillerøds kommun.
Kommunfullmäktige (Byrådet) i Gribskov har 27 medlemmar. Kommunstyrelsen valdes redan den 15 november 2005 och Venstre fick majoritet.

## Borgmästare
- Jannich Petersen, Venstre, 1 januari 2007–31 december 2009[3]
- Jan Ferdinandsen, Konservative Folkeparti, 1 januari 2010–31 december 2013[3]
- Kim Valentin, Venstre, 1 januari 2014–31 december 2017[3]
- Anders Gerner Frost, Nytgribskov, 1 januari 2018–31 december 2021
- Bent Hansen, Nytgribskov, 1 januari 2022–

Denna lista hämtas från Wikidata. Informationen kan ändras där.